# Нове Гродзічно
Нове Гродзічно (пол. Nowe Grodziczno, нім. Neugrodden) — село в Польщі, у гміні Гродзічно Новомейського повіту Вармінсько-Мазурського воєводства.
Населення — 646 осіб (2011).
У 1975-1998 роках село належало до Торунського воєводства.

## Демографія
Демографічна структура станом на 31 березня 2011 року:
|          | Загалом | Допрацездатний вік | Працездатний вік | Постпрацездатний вік |
| -------- | ------- | ------------------ | ---------------- | -------------------- |
| Чоловіки | 310     | 73                 | 209              | 28                   |
| Жінки    | 336     | 75                 | 178              | 83                   |
| Разом    | 646     | 148                | 387              | 111                  |